# Ebertsbronn
Ebertsbronn ist ein Wohnplatz auf der Gemarkung des Niederstettener Stadtteils Wermutshausen im Main-Tauber-Kreis im fränkisch geprägten Nordosten Baden-Württembergs.

## Geschichte
Der Ort wurde im Jahre 1172 erstmals urkundlich als Eberhardesbrunnen erwähnt. Ebertsbronn gelangte, zum Teil aus Staufischem, wohl gräflich comburgischem Besitz an das Kloster Schäftersheim. Durch die Reformation gelangte der Ort an Hohenlohe-Weikersheim, zum Teil von Hohenlohe-Brauneck an Brandenburg-Ansbach. Trotz der ursprünglichen Zugehörigkeit zur Zehnt Weikersheim war auch die hohe Obrigkeit geteilt. Der Ort gelangte von Preußen im Jahre 1796 an Hohenlohe.
Der Wohnplatz kam als Teil der ehemals selbständigen Gemeinde Wermutshausen am 1. Januar 1974 zur Stadt Niederstetten.

## Kulturdenkmale

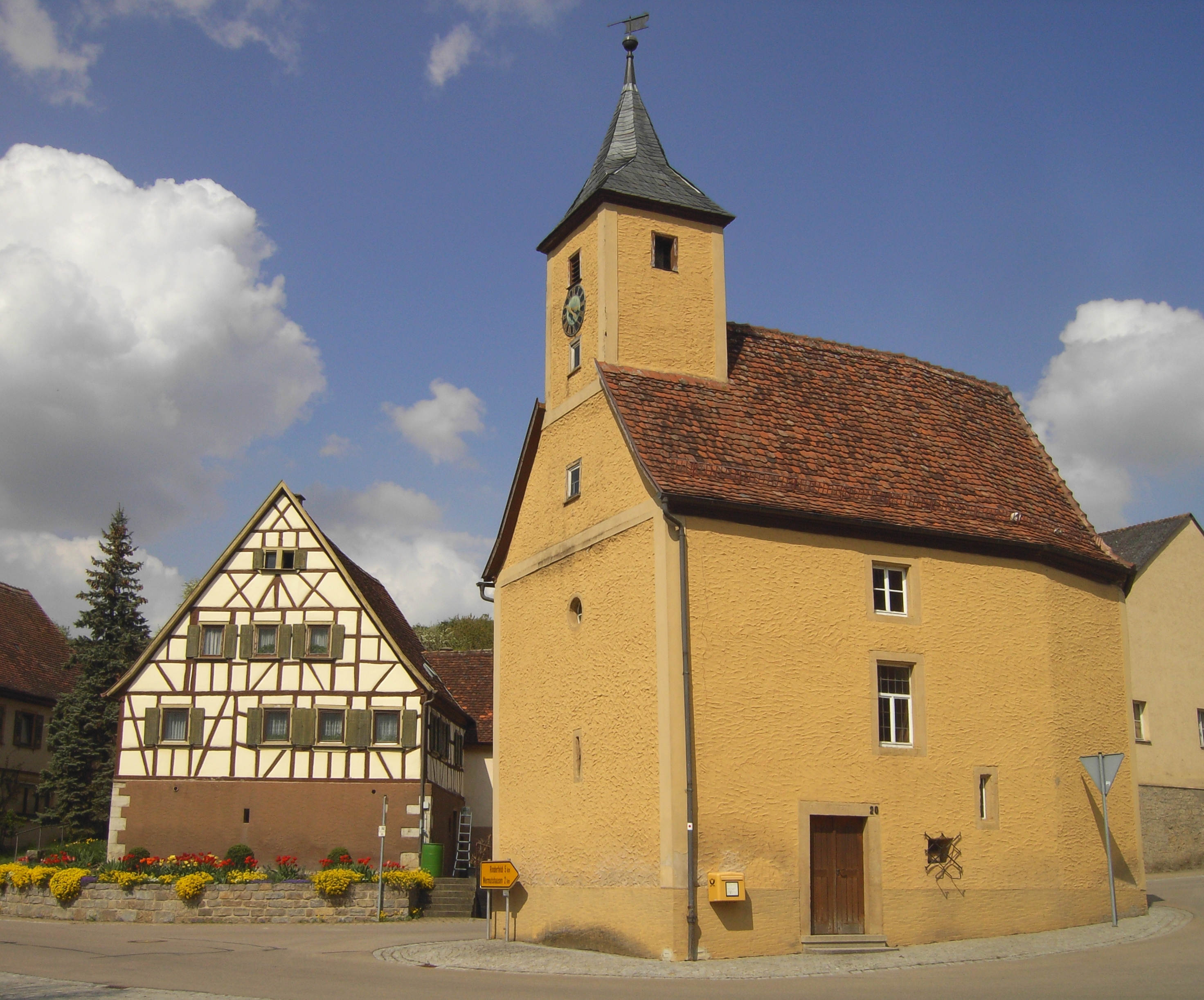
Fachwerkhaus und Kapelle in Ebertsbronn

Kulturdenkmale in der Nähe des Wohnplatzes sind in der Liste der Kulturdenkmale in Niederstetten verzeichnet.

## Verkehr
Der Ort ist über die K 2862 
zu erreichen. Im Ort befindet sich die gleichnamige Straße Ebertsbronn.